# Club Patí Voltregà
El Club Patí Voltregà (CP Voltregà) és un club esportiu de Sant Hipòlit de Voltregà, a Osona, fundat el 1955, dedicat a la pràctica de l'hoquei sobre patins.
Disposa tant d'equip masculí com femení, estant tots dos a la màxima categoria estatal. A part, les categories inferiors del CP Voltregà han destacat sempre per ser una de les més prolífiques en quant a la formació de jugadors i jugadores que han arribat a l'elit esportiva.

## Història

Escut vigent fins al 2011

El club va ser fundat l'1 de novembre de l'any 1955 per Victorià Oliveras de la Riva, natural de Barcelona, qui era propietari de la fàbrica de filatures Indústries Riva de la Gleva, a les Masies de Voltregà, i que anys després fou president del RCD Espanyol.
L'any 2006 li fou concedida al club la Creu de Sant Jordi pel Govern de la Generalitat de Catalunya.

### Equip masculí
Al cap de poc temps de la seva fundació, el CP Voltregà aconsegueix assolir la màxima divisió del hoquei estatal. Des d'aleshores, el Voltregà no baixa mai de categoria, fins al final de la temporada 2008-09, en què per primer cop descendí a la segona categoria, tot i que la temporada següent va recuperar la seva plaça a la màxima divisió. Ha estat l'únic club que ha tingut dos equips a la Divisió d'Honor, una temporada van coincidir el CP Voltregà i el CH Inriva.
La dècada dels anys 60 i 70 fou especialment gloriosa pel CP Voltregà, primer aconseguint quatre Campionats de Catalunya els anys 1959, 1962, 1963 i 1965. Amb la creació de la Lliga estatal la temporada 1965/66, el Voltregà esdevé el primer campió d'aquesta, títol que aconseguiria en dues ocasions més les temporades 1974-75 i 1975-76. Al llarg d'aquestes dues dècades, també s'aconsegueixen cinc copes estatals. No obstant, el que fa especialment gloriosa la dècada dels 60 i els 70 és la consecució de les tres copes d'Europa que posseeix (1965-1966 (amb un equip format per Vilella, Parella, Barguñó, Ferrer II i Salarich), 1974-1975 i 1975-1976), perdent-se una quarta final l'any 1970 enfront el Reus Deportiu.
Després d'aquestes dues dècades, l'equip no tornarà aixecar cap més títol fins a la Lliga Catalana de la temporada 1990-91. I no serà fins a l'any 2002 que el primer equip aconsegueix tornar a guanyar una competició europea, quan s'imposa a la Copa de la CERS davant del FC Porto a la final. Títol que tornaria a guanyar, ja sopta la denominació World Skate Europe Cup, l'any 2023 enfront al HC Braga en una final disputada al Pavelló Onze de Setembre de Lleida.

### Equip femení
L'equip femení del Club Patí Voltregà. La temporada 2005-2006 aconsegueix els tres títols als quals aspirava (Campionat de Catalunya, Campionat d'Espanya i Copa de la Reina).
El CP Voltregà fou el primer equip a organitzar la I Copa d'Europa Femenina (maig 2007). Aquell any aconseguí el títol que faltava en el palmarès, la Copa d'Europa, disputada a Mealhada (maig 2008). Posteriorment va repetir triomf a la Copa d'Europa fins a sis cops, amb un equip liderat per Anna Romero com a capitana, i jugadores com Laia Vives o Cristina "Motxa" Barceló.

## Jugadors/es destacats
Categoria principal: Jugadors d'hoquei sobre patins del CP Voltregà
- Juli Anguita i Padrós[10]
- Xavier Armengol i Serrat[10]
- Ramon Auladell i Domènech[10]
- Miquel Cabanas[10]
- Humbert Ferrer i Escobar[10]
- Pere Gallén i Balaguer[10]
- Ramon Nogué i Audinis[10]
- Josep Maria Ordeig i Casals[10]
- Sergi Panadero i Arbat[10]
- Antoni Parella i Trallero[10]
- Miquel Recio i Martín[10]
- Josep Maria Salarich i Reynés[10]
- Roger Torelló i Canals[10]
- Joan Antoni Zabalia i Robles[10]
- Carla Giudici i Font[10]
- Laia Vives i Clos[10]
- Joan Ferran i Oliva[10]
- Cristina Barceló i March[9]
- Guillem Trabal i Tañá[10]

## Palmarès
Categoria masculina
- 3 Copes d'Europa (1965-66, 1974-75 i 1975-76)
- 2 Copes de la CERS (2001-02, 2022-23)
- 4 Campionats de Catalunya (1959, 1962, 1963, 1965)
- 1 Lliga Catalana (1990-91)
- 3 OK Lligues / Lligues espanyoles (1964-65, 1974-75 i 1975-76)
- 5 Copes d'Espanya / Copes del Rei (1960, 1965, 1969, 1974 i 1977)
- 1 Copa de les Nacions de Montreux (1961)

Categoria femenina
- 6 Copes d'Europa (2008,[11] 2011, 2013, 2016, 2017,[12] 2019)
- 7 Lligues Catalanes (2002-03, 2003-04, 2004-05, 2005-06, 2006-07, 2007-08, 2008-09)
- 1 Copa Catalana
- 5 Campionats d'Espanya (2003, 2005, 2006, 2007, 2008)
- 6 Copes d'Espanya / Copes de la Reina (2006, 2007, 2008,[13] 2011,[14] 2014,[15] 2017)
- 5 OK Lliga / Lliga espanyola (2010-11, 2011-12, 2012-13, 2013-14, 2015-16)[16]